# South Kyme
South Kyme est une paroisse civile et un village du Lincolnshire, en Angleterre.

## Géographie
South Kyme est un village construit le long de la rivière Slea (en) ; la rivière en aval, nommée « Kyme Eau », est navigable jusqu'à la rivière Witham depuis le XIIIe siècle, permettant de rejoindre le port de Boston, tandis que le rivière en amont est navigable jusqu'à la ville de marché de Sleaford depuis la fin du XVIIIe siècle,.

## Histoire
Avant la conquête normande de l'Angleterre, un manoir se trouvait sur le lieu de Kyme, qui pourrait avoir appartenu à Morcar, compte de Northumbrie, avant d'appartenir à Guillaume le Conquérant à l'époque du Domesday Book. La famille Kyme le récupère aux alentours de l'an 1100, puis fonde le prieuré de Kyme (en) à proximité,,. À cette époque, l'endroit était une ile au milieu des tourbières,.
Au XIVe siècle, la famille Umfraville récupère le domaine, et fait construire une tour adjacente au manoir, la Kyme Tower, encore existante aujourd'hui. Le manoir fut quant à lui détruit au XVIIIe siècle,,.

## Démographie
Au recensement de 2021, la paroisse comptait 434 habitants, ce qui représente une augmentation de 10 % depuis le recensement de 2011, où elle était de 393 habitants.

## Monuments
La tour médiévale Kyme Tower, à l'ouest du village, est un monument classé de grade I datée du XIVe siècle ; ce sont les seuls restes d'un ancien manoir fortifié,. Un manoir se situe à proximité de la tour ; c'est un  monument classé de grade II qui a été construit au XVIIIe siècle.
Au nord de la tour se trouve l'église de Sainte Marie et de tous les saints (en anglais : church of St Mary and all saints), qui a été construite au XIVe siècle sur le lieu d'un ancien prieuré datant d'avant 1196 puis reconstruite en 1890.
La motte incluant la tour, le manoir et l'église est protégée au titre de l'Ancient Monuments and Archaeological Areas Act 1979 (en), étant considérée comme une preuve de l'activité ecclésiastique des augustins du début de la période Anglo-Saxonne.